# 시모산지촌
시모산지촌(下山路村)은 와카야마현 히다카군에 있던 촌이다. 현재의 다나베시 북동부에 해당한다.

## 역사
- 1889년 4월 1일 - 정촌제 시행에 의해 3촌의 구역을 가지고 성립하였다.
- 1955년 3월 1일 - 류진촌, 가미산지촌, 나카산지촌과 합병해 새로운 류진촌이 성립하여, 동일 시모산지촌은 폐지되었다.

## 참고문헌
- 角川日本地名大辞典 30 和歌山県